# Функции права
Функции права — основные направления правового воздействия государства на общественные отношения
В юридической науке понятие «функция» характеризует социальную
роль государства и права. Почти вековой опыт активного использования
понятия «функция права» на сегодняшний день не позволяет констатировать
наличие единого взгляда на эту проблему. Если анализировать 
многочисленные точки зрения, то можно сделать вывод, что под функцией
права понимают либо социальное назначение права, либо его направления
правового воздействия на общественные отношения, либо и то и другое вместе взятое.
В зависимости от сферы общественных отношений, попадающих под функциональное воздействие права и внутреннего строения права выделяют:
- Общеправовые функции, относящиеся ко всей внутригосударственной системе права, которая объединяет на согласованных началах норм, институты, виды права;
- Межотраслевые функции, действующие в отношении таких прав, как публичное или частное право, материальное или процессуальное право;
- Отраслевые, связанные, в частности, с конституционным правом (функция закрепления прав и свобод человека и гражданина), уголовным правом (функция определения деяний, признаваемых преступлениями, и установления наказаний за их совершение);
- Функции отдельных норм права, имеющие специфическую направленность, связанную, например, с действием запрещающих норм в уголовном праве; поощрительных норм в трудовом праве, обязывающих — в административном и других

Все рассмотренные функции права обеспечивают в жизни общества нормативные начала, выражая многосложный процесс правового регулирования и правового воздействия.
Выделяют две основные группы функции права.

## Общесоциальные
- экономическая функция — например, гражданско-правовые договоры обеспечивают процесс перемещения материальных благ;

- политическая функция — право регулирует деятельность субъектов политической системы;

- коммуникативная функция — посредством права обеспечивается связь между объектами управления;

- экологическая функция.

## Специально-юридические функции
- регулятивная - выражается в воздействии права на общественные отношения путём определения правил поведения людей в различных ситуациях; обеспечение общественного порядка;

- охранная - направлена на охрану наиболее значимых общественных отношений, реализуется путём применения специальных охранительных норм;

- оценочная — позволяет праву выступать в качестве критерия правомерности или неправомерности чьих-либо поступков.

- воспитательная функция — право отражает определенную идеологию, воздействует на поведение людей;